# ジョー・フライ
ジョセフ・"ジョー"・ギブソン・フライ（Joseph "Joe" Gibson Fry、1915年10月26日 - 1950年7月29日）は、イギリスのレーシングドライバー、フライ一族の一員。

## 経歴
彼はディック・シーザーからの助けに応じて、いとこのデヴィッド・フライとヒュー・ダンスターヴィルが開発して非常に成功した「フライカイザーワーゲン Freikaiserwagen」の最初のドライバーとなった。オリジナルは1936年にブリストルで製作され、アンザーニ・エンジンを搭載したが、1937年にブラックバーン・エンジンと換装された。ジョーは30年代後半に数多くのヒルクライムの記録を残し、その中には非公式であるが、プレスコットにおいて1938年8月27日に1100ccのフライカイザーワーゲンで記録した47.62秒というタイムもある。第二次世界大戦が勃発した年にはシェルスリー・ウォルシュ・ヒルクライムで1100ccの過給および非過給で41.52秒、42.58秒というタイムを記録した。
1947年にはブライトン・スピード・トライアルにおいて1100cc以上のクラスで2位を記録した。翌年にはブライトンで記録を更新しクラス優勝している。翌1949年も記録を短縮し、再びクラス優勝している。
1949年5月28日に行われたブランドフォード・ヒルクライムでも優勝している。優勝タイムは31.13秒であった。
1949年7月21日にジャージーで行われたボウリー・ベイ・ヒルクライムでは、フライはクラスで1位であったが、総合ではシドニー・アラードに次ぐ2位となった。ここでのポイントでフライはイギリスヒルクライム選手権のトップに立った。最終戦のプレスコットまでに彼はシドニー・アラードに1ポイント差の2位で付けていたが、機械トラブルと不振のため、最終順位はアラード、デニス・プーア、スターリング・モスに次ぐ4位となった。
フライは1950年のブランドフォード・ヒルクライムで事故死した。これはシルバーストンで行われたイギリスグランプリの2ヶ月後の出来事であった。レイモンド・メイズは「ブランドフォード・ヒルクライムのプラクティスで負った傷のためジョー・フライは死去した。これは私にとっても、イギリスのモータースポーツ全体にとっても大打撃であった。」と語っている。

## 関連書籍
「Freikaiserwagen」の完全な歴史を綴った「Freik - The Private Life of the Freikaiserwagen」がロブ・ダンスターヴィル、ヒュー・ダンスターヴィルによって2008年に発行され、2009年に翻刻された。これは1000部の限定版であった。www.freikaiserwagen.com を参照のこと。

## F1での年度別成績
| 年     | チーム                     | シャシー | 1       | 2   | 3   | 4   | 5   | 6   | 7   | WDC       | ポイント |
| ------ | -------------------------- | -------- | ------- | --- | --- | --- | --- | --- | --- | --------- | -------- |
| 1950年 | マセラティ／ジョー・フライ | 4CL      | GBR 10* | MON | 500 | SUI | BEL | FRA | ITA | NC (40位) | 0        |

- * : 同じ車両を使用したブライアン・ショウ＝テイラーと順位・ポイントが配分された。

## 参照
1. ↑  Motor Sport, July 1940, Page 124-125.
2. ↑  Motor Sport, May 1946, Page 92.
3. ↑  Motor Sport, February 1940, Page 22.
4. ↑  Motor Sport, October 1947, Page 290. The car is pictured at Brighton on the cover of Motor Sport, December 1947.
5. ↑  Motor Sport, October 1948, Page 319.
6. ↑  Motor Sport, October 1949, Page 396.
7. ↑  Motor Sport, June 1949, Page 224.
8. ↑  Motor Sport, August 1949, Page 333.
9. ↑  Motor Sport, October 1949, Page 407.
10. ↑  Split Seconds: My Racing Years, by Raymond Mays "ghosted" by Dennis May, G.T. Foulis & Co. Ltd. 1952, Page 293.